# Companyia Francesa de les Índies Orientals

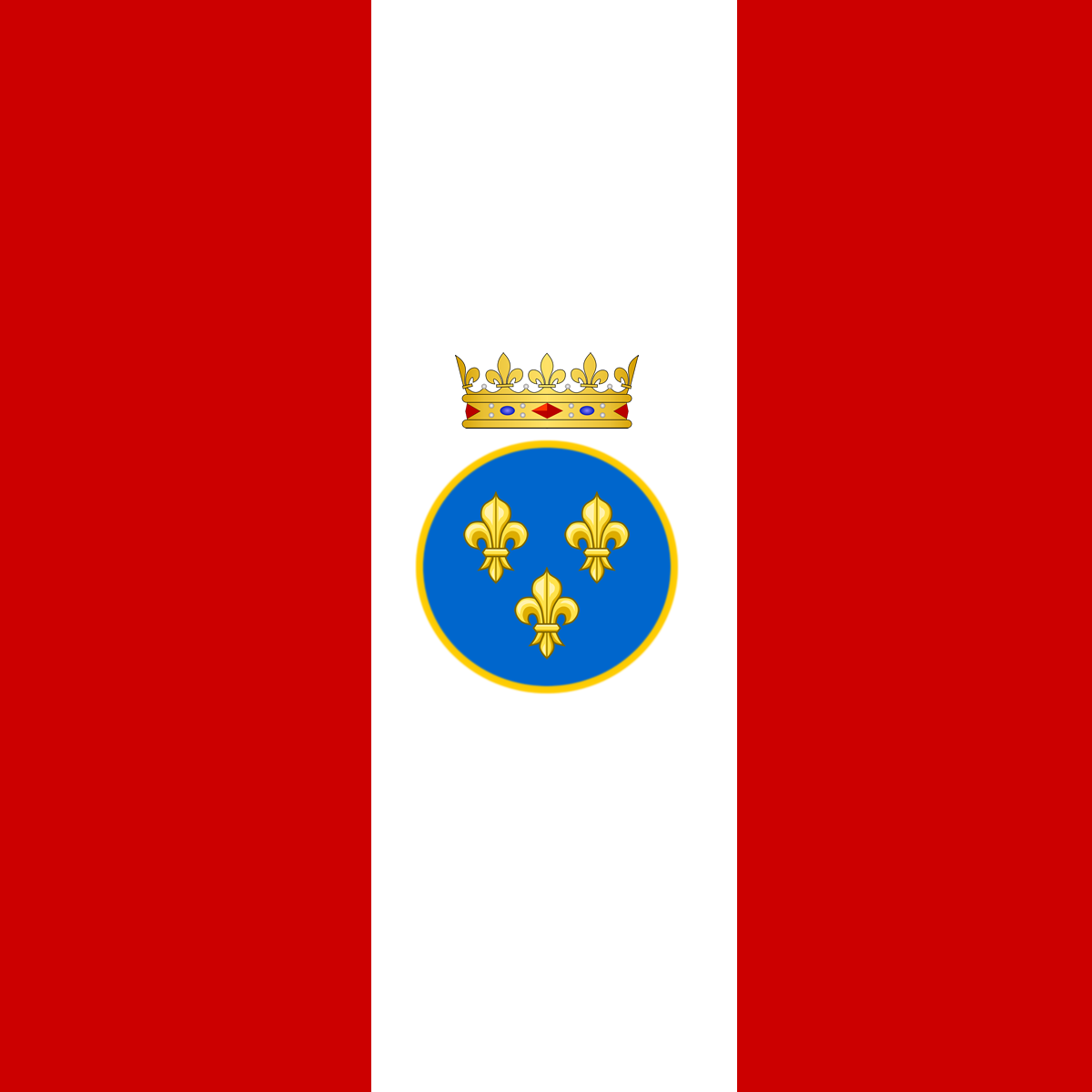
Bandera del regiment de les Índies (1756)

La Companyia Francesa de les Índies Orientals o Companyia Francesa per al Comerç de les Índies Orientals (en francès: Compagnie française des Indes Orientales o Compagnie Française pour le Commerce des Indes Orientales) fou una empresa comercial, fundada per les cartes patents (cartes de privilegi) del 27 d'agost de 1664, l'objecte del qual era «gairebé navegar i negociar a la zona que abasta des del cap de Bona Esperança, els mars orientals i en tota l'Índia», amb monopoli del comerç per un període de cinquanta anys. La seva creació tenia com a objectiu competir amb la Companyia Anglesa de les Índies Orientals (després Britànica) i la Companyia Holandesa de les Índies Orientals.

## Història

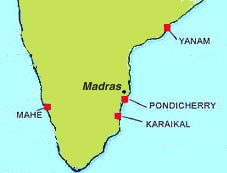
Principals llocs comercials a l'Índia del sud de la Companyia Francesa de les Índies Orientals

Planejada per Jean Baptiste Colbert, es va crear per una declaració real de Lluís XIV, registrada pel Parlament de París i completada per estatuts que la fan una manufactura reial amb tots els privilegis associats, en particular exempció d'impostos, monopoli exclusiu del comerç a l'hemisferi oriental (al qual s'afegí al segle xviii, per compra de la Companyia de Rouen, les costes occidentals d'Àfrica (Senegal i Guinea), garantida amb l'aval del tresor real, poder de nomenar ambaixadors, de declarar la guerra i de celebrar tractats. Estava dotada amb un capital inicial de 8,8 milions de lliures i d'una divisa: "Florebo quocumque ferar", ("floriré allí on em portin") "
La Companyia es va a establir objectius més extensos que els que suggereix el seu nom i que són de tres ordres: el comerç, òbviament, i la lluita contra els productes anglesos i holandesos; la política, contribuint al desenvolupament d'una marina nacional i afirmant la presència francesa sobre els mars; la cultura i la religió: propagant la civilització francesa i evangelitzant als pagans.
El primer director general de la companyia va ser François Caron, qui va estar 30 anys treballant en la Companyia Holandesa de les Índies Orientals, incloent 20 anys al Japó.
Després de fracassar en la creació d'una colònia a l'illa de Madagascar (Fort Delfí), va aconseguir no obstant això establir ports sobre l'illa Borbó o Bourbon (Illa de la Reunió) i la Île-de-France (Illa Maurici), dues illes veïnes. Pel 1719 s'havia establert a l'Índia però estava prop de la fallida. El mateix any, a la vora de la fallida, John Law la va fusionar amb altres companyies de comerç franceses per formar la Companyia Perpètua d'Índia (en francès: Compagnie Perpétuele des Indes). No obstant això, va retornar a ser companyia separada el 1723.

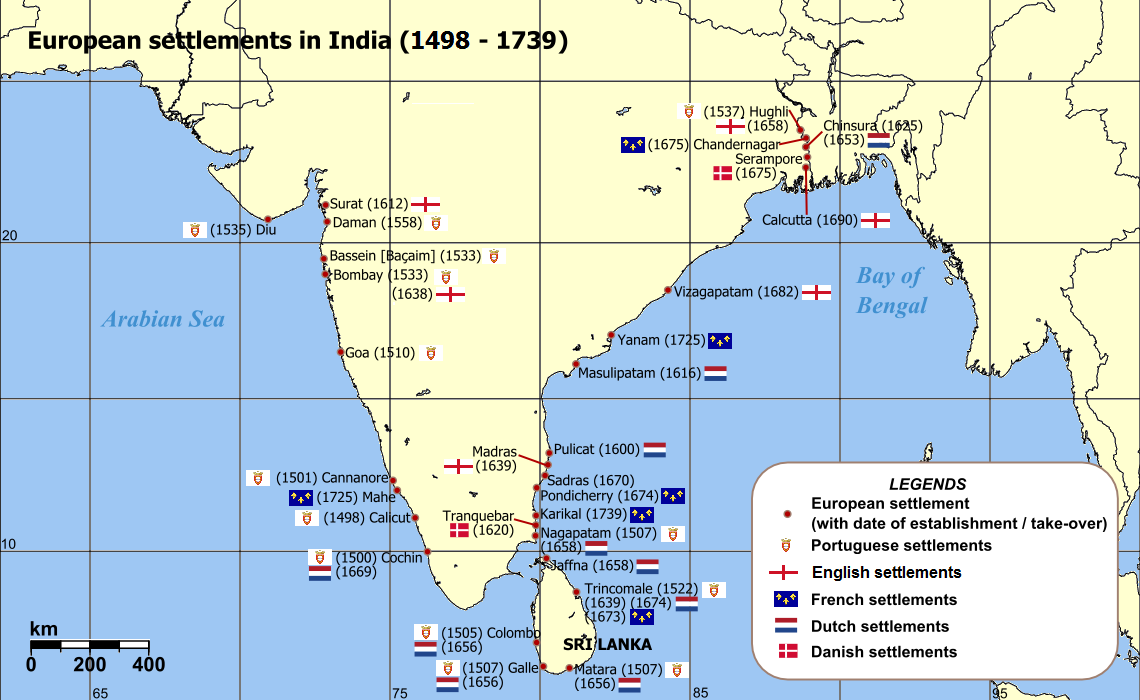
Colònies franceses i d'altres potències europees en l'Índia.

Amb el declivi de l'Imperi Mogol, els francesos van decidir intervenir en els assumptes polítics de l'Índia per al seu propi benefici, en particular, forjant aliances amb els governadors locals en el sud de l'Índia. El 1741, Joseph François Dupleix, que rebrà el títol de nabab en 1750 per l'emperador mogol, efectua una política agressiva contra els anglesos i els nadius. Malgrat diverses derrotes infligides per l'anglès Robert Clive, l'estratègia de Dupleix mostra els seus fruits i els anglesos reprendran aviat una política favorable. En efecte, en 1753, les vendes de la Companyia són gairebé equivalents a la de la Companyia Anglesa de les Índies Orientals. No obstant això, els accionistes francesos no recolzaran posteriorment aquesta desviació del sentit comercial de la Companyia i Dupleix va ser destituït el 1754.
L'esclat de la Guerra dels Set Anys va renovar el llarg conflicte entre la Companyia Britànica de les Índies Orientals i la Companyia Francesa de les Índies Orientals per la influència al subcontinent indi. Els francesos es van aliar amb l'Imperi mogol per resistir l'expansió britànica. La guerra va començar al sud de l'Índia, però es va estendre a Bengala, on les forces britàniques de Robert Clive van recuperar Calcuta del Nawab Siraj ud-Daulah, aliat francès, i el van expulsar del seu tron a la batalla de Plassey el 1757. El mateix any, els britànics també van capturar Chandernagar, l'assentament francès a Bengala. Al sud, tot i que els francesos van capturar Cuddalore, el seu setge de Madràs va fracassar, mentre que el comandant britànic Eyre Coote va derrotar decisivament el comte de Lally a la batalla de Wandiwash el 1760 i va envair el territori francès dels Circars del Nord. La capital francesa a l'Índia, Pondicherry, va caure en mans dels britànics el 1761, i amb la caiguda dels assentaments francesos menors de Karikal i Mahé va suposar eliminar el poder francès a l'Índia. En 1763, després del Tractat de París, França perd al seu primer imperi colonial, en particular els seus territoris del Dècan a l'Índia, solament romanen els cinc territoris colonials de Pondicherry, Karikal, Yanam, Mahé i Chandannagar, que es conservaran sota la forma dels "Establiments francesos de l'Índia" fins a 1949. D'ara endavant, la influència de la Companyia va declinar gradualment, no sent capaç de mantenir-se econòmicament, i va ser abolida en 1769.
La Companyia era considerada en el seu temps com una inversió sòlida i segura. Voltaire tenia en aquesta part dels seus estalvis, sense necessàriament saber el detall de les operacions que cobria.

## La companyia a l'Àfrica
El 1718 la Companyia Francesa de les Índies Orientals, va comprar la societat Companyia de Rouen per 1.600.000 lliures (aquesta societat n'havia pagat 260.000 lliures), i va confirmar a Brüe al front del que ara seria la secció africana; això demostrava tant la bona situació financera de la companyia com la bona gestió de Brüe. En aquest moment les possessions franceses eren:
- Saint Louis del Senegal
- Gorée i el Cap Verd
- Rufisque
- Portudal
- Albreda (Gàmbia)
- Fort Saint Joseph (Galam)
- Fort Saint Pierre (Faleme)

El 1720 el director André Brüe, de 67 anys, va tornar a Marsella, deixant l'administració al seu segon Nicolas Després de Saint-Robert; el 1723 Brüe va tornar per participar en l'expedició a Arguin però sense exercir la direcció administrativa que va passar a Julien de Bellay (1723-1725) besnebot del poeta de Bellay, que va reprendre l'exploració del Bambouk i va enviar a un oficial, Jean Levens de la Rouquette, que va informar que algunes mines d'or descobertes no eren rendibles per a ser explotades per la companyia; al cap de dos anys Després de Saint-Robert va reassumir el càrrec però la companyia el va cridar per aclarir el que passava amb les mines; després d'un breu govern de Arnaud Plumet, el oficial i enginyer Jean Levens de la Rouquette fou nomenat governador i es va crear una comissió per decidir sobre les mines d'or; una expedició de 180 homes a les mines va acabar amb tragèdia el 21 de desembre de 1732 quan alguns dels expedicionaris foren mort pels indígenes a Dramamé.
Després d'un breu govern de Lejuge (1733) va seguir interinament Sebastian Devaulx (1733 - 1738) que fou confirmat com a titular en el càrrec el 1736. El 1738 va ser designat un administrador considerat de gran nivell, Pierre Félix Barthélemy David, que ja portava quatre anys al Senegal en càrrecs inferiors i era parent d'alguns directors de la companyia. El 1739 Charlers Orfeur, governador de Gàmbia, i David, director de la companyia, van signar un tractat comercial que va facilitar el proveïment de 360.000 lliures de goma aràbiga a l'any a canvi de 300 esclaus per les Antilles. El tractat fou molt beneficiós per ambdues parts però no va poder evitar el saqueig d'Albreda per dos vaixells anglesos (Orfeur fou assassinat poc després) però la Guerra de Successió d'Àustria (1744-1748) en canvi no va tenir cap incidència a la regió. Per aquest tractat David va rebre el títol de "governador dels forts, illes, magatzems i poblaments de la concessió del Senegal, des del Cap Blanc a Sierra Leone i president del consell de direcció", una titulació molt llarga però que no afegia cap poder nou. El 1744 va remuntar el riu Faleme i va reconstruir el fort de Farabana; el 1745 va fer construir un fort a Podor a l'illa de Morphil i va enviar al seu nebot (i després successor) Jean-Baptiste Estoupan de la Rué a explorar el Bambouk. El 1746, tornant d'un viatge per l'interior, David fou cridat per governar les illes Mascarenyes al lloc de Mahé de la Bourdonnais. El seu nebot el va succeir.
El 1758 una esquadra anglesa manada pel comodor Augustus Keppel fou enviada per l'almirallat (que havia cedit a les pressions dels comerciants de la goma que volien controlar aquest producte) a Saint Louis del Senegal. Jean-Baptiste Estoupan de la Rué només tenia 95 soldats, i poques municions i al cap de sis dies de setge va capitular (29 d'abril de 1758). Gorée va resistir fins al 28 de desembre; tots els representants de la companyia foren enviats a França i quan els territoris van tornar a França van passar a la corona.

## Economia

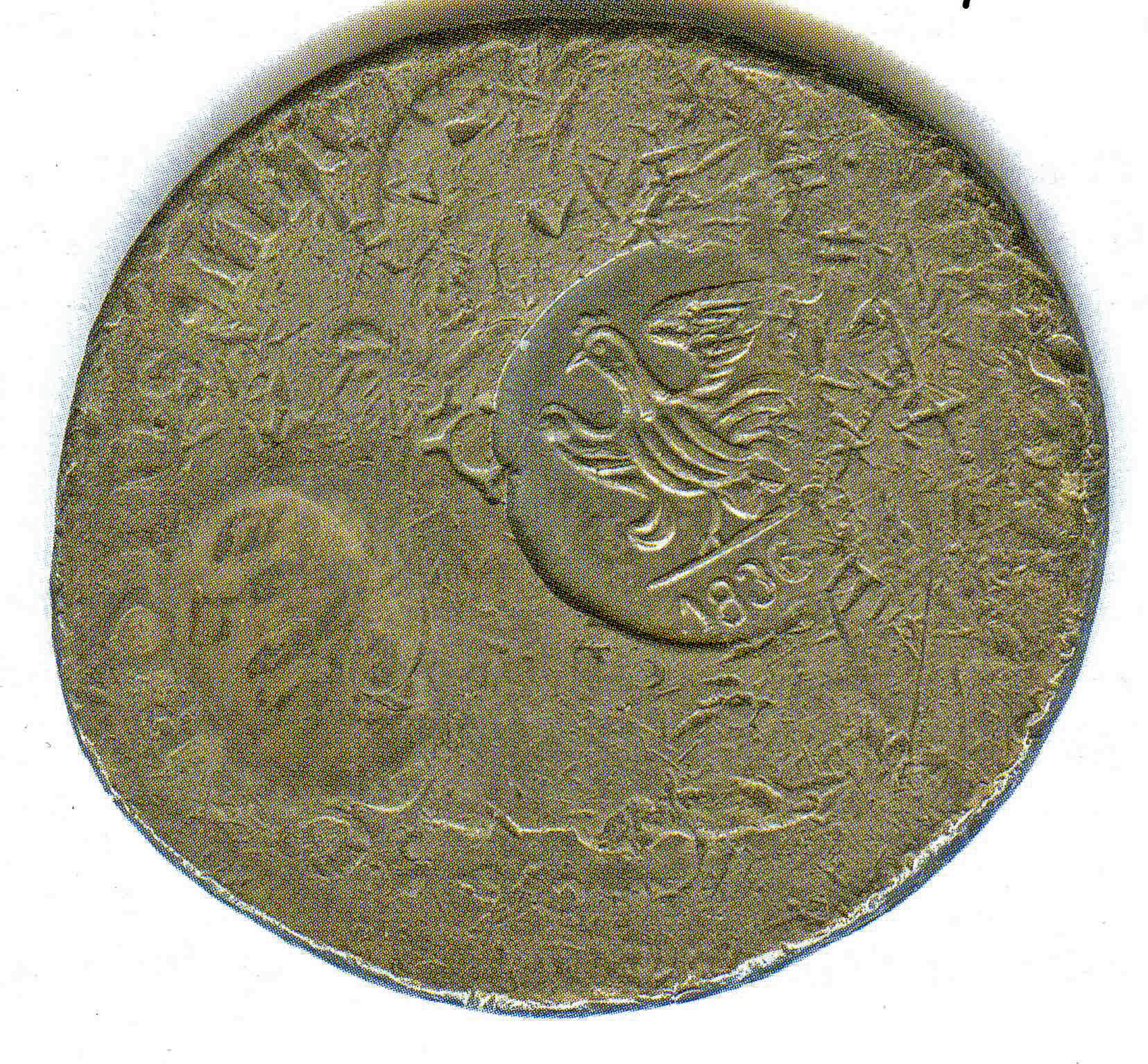
Moneda resegellada utilitzada en les colònies franceses orientals.

Amb l'objectiu de solucionar la gran escassetat de monedes existent en les economies de les diferents colònies franceses durant el regnat de Lluís XVI, es va permetre la utilització de monedes franceses, espanyoles i austríaques. Per garantir la seva circulació es va estampar sobre cadascuna d'elles una marca que contenia una corona amb data. Aquesta curiosa pràctica també es va realitzar durant la República Francesa a Pondicherry, que per revaloritzar totes les monedes estrangeres que hi havia en circulació va contramarcar un gall amb data 1836.

## Arxius
- Compagnie des Indes orientales de Saint-Dolent (1711 à 1793), Fonds Magon de la Balue, Arxius departementals d'Ille-et-Vilaine|Arxius I & V, fons 11 J, (3,40 ml) (d'1 F 1897 a 1924; també 39 J 1 a 39 J 9).